# Luigi Guidobono Cavalchini Garofoli
Luigi Guidobono Cavalchini Garofoli (Torino, 4 febbraio 1934) è un funzionario e diplomatico italiano.

## Biografia
Laureato con lode e menzione in giurisprudenza all'Università di Torino, entra nella carriera diplomatica nel 1961. È stato console a Berna, ha lavorato nella rappresentanza presso l'OCSE e come consigliere politico presso l'ambasciata italiana a Parigi, è stato coordinatore della presidenza italiana presso la Commissione europea e ha seguito i negoziati di adesione di Regno Unito, Irlanda e Danimarca. 
Ambasciatore, è stato più volte capo di gabinetto del Ministro degli Affari Esteri, sia con Lamberto Dini che con Giulio Andreotti. È stato inoltre segretario generale della presidenza del Consiglio dei Ministri 1989 al 1991 con il Governo Andreotti VI. È stato Ambasciatore d'Italia in Francia dal 1991 al 1995 e Rappresentante permanente d'Italia presso l'Unione europea a Bruxelles dal 1995 al 2000.
Ha cessato di far parte della carriera diplomatica per raggiunti limiti di età il 1 marzo 2001.
Al di fuori della carriera come ambasciatore è stato presidente di UniCredit Private Banking, consigliere di amministrazione di Astaldi, dell'Istituto dell'Enciclopedia Italiana e di Reale Group. È membro della Fondazione Italia USA. È stato Presidente della Fondazione Nuovi Mecenati, del Circolo di Studi Diplomatici e di Hydroaid. 
Dopo aver concluso la carriera diplomatica, si dedica all'azienda di famiglia, circa 85 ettari destinati alla produzione di riso nel novarese. Nel 2005 ha fondato, insieme a Susanna Agnelli, la Fondazione Nuovi Mecenati che mira a rafforzare le relazioni culturali tra Francia e Italia nel campo dell’arte contemporanea.